# Entdrosselung
Als Entdrosselung, insbesondere von Klein- und Leichtkrafträdern, bezeichnet man eine technische Manipulation zur Erhöhung der Geschwindigkeit. Dabei werden Maßnahmen zur Beschränkung der Leistung umgangen oder aufgehoben.

## Arten von Drosselungen
Die Leistungsbeschränkungen können durch verschiedene technische Maßnahmen umgesetzt sein. Gängige Methoden sind unter anderem:
- Drosselung über die Motorsteuerung;
- geänderte Vergaserbedüsung/Einspritzzeiten und Drosselklappenanschlag;
- Reduktion des Ansaugquerschnitts zwischen Motor und Vergaser
- geänderter Variator bei stufenlosen Automatikgetrieben (kürzere Übersetzung);
- Interferenzrohr am Auspuff oder
- Reduzierhülse im Auspuff/Abgastrakt.

## Gründe für die Drosselung
Die gesetzlichen Vorgaben hinsichtlich der Fahrerlaubnis sehen für Kleinkrafträder Geschwindigkeits- und Leistungsgrenzen vor. Gute Fahrleistungen sind in diesem Marktsegment neben dem Design das wichtigste Verkaufsargument. Ein ungedrosselter 49 cm³ Zweitaktmotor beschleunigt einen Motorroller ohne weiteres auf 70 km/h. Die gesetzlich vorgeschriebene Höchstgeschwindigkeit für Kleinkrafträder (Mokick) beträgt hingegen 45 km/h (ehemals 50 km/h) oder 25 km/h (Mofa, Leichtmofa nur 20 km/h). Es ist daher notwendig, die Höchstgeschwindigkeit des Fahrzeuges auf den gewünschten Wert zu reduzieren. Der Einbau eines kleineren Motors empfiehlt sich nicht, da der Motorroller zügig beschleunigen und die Geschwindigkeit auch am Berg halten soll.
Für Mokick und Mofa werden die gleichen Motoren verbaut, da es in der Großserienfertigung wesentlich kostengünstiger ist, vorhandene Motoren durch kleine technische Veränderungen in der Leistung zu begrenzen, als zwei verschiedene Fertigungslinien mit unterschiedlichen Motoren zu betreiben. Eine spätere Entdrosselung ist so viel kostengünstiger zu realisieren. In der Praxis gibt meist der Verkäufer eines Klein- oder Leichtkraftrades auf Nachfragen die Hinweise zur Entdrosselung der Fahrzeuge. Dieses, rechtlich nicht ahndbare, Verhalten kann als eine Art der Verkaufsförderung angesehen werden, da die meist jugendlichen Käufer von z. B. Motorrollern diese bereits mit der Absicht erwerben, die Drosselung aufzuheben.

## Rechtliche Folgen in Deutschland
→ siehe Hauptartikel: Scootertuning
Die Betriebserlaubnis erlischt (§ 19 Abs. 2 Nr. 1 StVZO) bei derartigen Manipulationen und das Fahrzeug ist nicht mehr in der bisherigen Fahrerlaubnis erfasst. Die Fahrt mit einem manipulierten Fahrzeug im Straßenverkehr ist sowohl Fahren ohne Fahrerlaubnis (§ 21 StVG), als auch Erlöschen der Betriebserlaubnis. Ersteres ist eine Straftat und letzteres ist eine Ordnungswidrigkeit. 
Eine legale Entdrosselung ist möglich, wenn das entdrosselte Fahrzeug beim TÜV oder einer anderen Prüforganisation vorgeführt wird (hinsichtlich der rechtlichen Beschränkungen auf der Fahrt zur Prüfung siehe § 29 StVZO) und die Leistungsänderung dort in den Papieren eingetragen wird bzw. wenn eine neue Betriebserlaubnis ausgestellt wird (§ 21 StVZO). Hat der Fahrer die nötige Fahrerlaubnis und das Fahrzeug entsprechend versichert und angemeldet darf er damit am Straßenverkehr teilnehmen.

## Umweltaspekte
Je nach technischer Umsetzung kann sich das Abgasverhalten des gedrosselten Motors gravierend verschlechtern. Insbesondere über das Steuergerät oder über Drehzahlbegrenzer gedrosselte Motoren sind hier problematisch. Eine einfache Methode der Drosselung ist es, bei Erreichen der Höchstgeschwindigkeit über den Drehzahlbegrenzer oder das Steuergerät den Zündfunken abzuschalten. Es wird in diesem Falle weiter Gemisch angesaugt und unverbrannt ausgestoßen. Die Kohlenwasserstoffe im Abgas sind giftig und belasten die Umwelt. Das Benzin wird also ungenutzt in die Umwelt abgegeben und der Verbrauch ist unnötig hoch.
Eine „Drosselung“ über eine kürzere Übersetzung des Getriebes führt zu unnötig hohem Kraftstoffverbrauch, da der Motor mit unnötig hoher Drehzahl läuft.
Die Drosselung über den Auspuff (Interferenzrohr, Reduzierhülse) führt bei angepasster Vergaserbedüsung in der Regel nicht zu einem höheren Kraftstoffverbrauch. Ist der Vergaser nicht angepasst, wird wegen des behinderten Luftstromes mit zu fettem Gemisch (zu viel Benzin im Gemisch) gefahren und der Verbrauch ist zu hoch.
Technisch aufwändigere Drosselungsmethoden (z. B. Vergaserbedüsung und Drosselklappenanschlag) beeinflussen den Kraftstoffverbrauch nicht negativ. Vergleichsfahrten von gedrosselten und ungedrosselten Krafträdern haben hier keine Unterschiede hinsichtlich des Abgasverhaltens oder des Verbrauchs ergeben.